# Luis de la Fuente y Hoyos
|  | No s'ha de confondre amb Luis de la Fuente Castillo. |

Luis de la Fuente y Hoyos   (Veracruz, 17 de gener de 1914 - Veracruz, 28 de maig de 1972), conegut com a El Pirata Fuente, fou un futbolista mexicà de la dècada de 1940.
És considerat un dels futbolistes mexicans més importants de la història.
Fou 9 cops internacional amb la selecció del Mèxic.
Pel que fa a clubs, destacà a Real España, Racing de Santander, América, Atlético Corrales de Paraguai, Vélez Sarsfield, Marte i Veracruz.